# حمد العزاني
حمد العزاني (31 مايو 1973) هو مدير كرة قدم عُماني، ولاعب كرة قدم سابق، يشغل حاليًا منصب مدير منتخب عمان الوطني تحت 23 سنة لكرة القدم، والذي حقق فيه مسيرة إدارية ناجحة مع نادي النهضة في عُمان.

## حياته العملية

### منتخب عُمان
في 1 مارس 2006، أُقيل المدرب الكرواتي سريتشكو يوريتشيتش من قبل الاتحاد العماني لكرة القدم بعد خسارة عمان 1-0 أمام الإمارات العربية المتحدة المضيفة.، وبعد الإقالة عين الاتحاد العماني لكرة القدم حمد مديرًا مؤقتًا للمنتخب الوطني. في يونيو 2008 بعد الإقالة المفاجئة لخوليو سيزار ريباس من قبل الاتحاد العماني لكرة القدم، بسبب الأداء الضعيف لعمان في تصفيات كأس العالم 2010، تم تعيين حمد كمدير مؤقت للمنتخب العماني لكرة القدم، حيث أنه قاد عمان إلى خط خالي من الهزائم في الأشهر القليلة التي أدار فيها الفريق. في يوليو 2008، عين الاتحاد العماني لكرة القدم، الفرنسي كلود لوروا مديرًا للمنتخب الوطني، ونتيجة لذلك تم تعيين حمد كمدير مساعد.

### المنتخب العماني الأولمبي
في 19 يناير 2011، حلّ حمد محل الفرنسي سيباستيان مينيه كمدير فني لمنتخب عمان الوطني تحت 23 سنة لكرة القدم، وتم تكليفه بقيادة الفريق في التصفيات الآسيوية للرجال في دورة الألعاب الأولمبية الصيفية 2012، قاد الفريق للفوز بنتيجة 7-2 في مجموع المباراتين على منتخب طاجيكستان تحت 23 سنة لكرة القدم في الجولة التمهيدية الأولى. في الجولة التمهيدية الثانية قدمت عمان مرة أخرى أداءً رائعًا ضد منتخب الصين تحت 23 عامًا لكرة القدم حيث هزمتهم بنتيجة 4-1 في مجموع المباراتين. وفي الجولة التمهيدية الثالثة بدأت عمان مشوارها بالهزيمة 2-0 أمام كوريا الجنوبية المضيفة، ولكن بعد ذلك ارتدت عمان وفازت في مباراتين متتاليتين ضد السعودية وقطر 2-0 و3-0 مُنحت على التوالي.
في 22 فبراير 2012، واجهت عمان خسارة على أرضها بنتيجة 0-3 أمام منتخب كوريا الجنوبية لكرة القدم تحت 23 سنة، وبالتالي خسرت كل فرصها في احتلال صدارة المجموعة والتي كانت ستمنحها مكانًا مباشرًا في دورة الألعاب الأولمبية الصيفية 2012، نتيجة لهذه الخسارة تم إبعاد حمد وأصبحت آمال بلاده في أولمبياد لندن في أيدي مدرب المنتخب الوطني بول لوجوين الذي تم تعيينه مديرًا للجولة الفاصلة وكذلك المباراة الفاصلة بين الاتحاد الآسيوي لكرة القدم والاتحاد الأفريقي.

### العودة إلى منتخب عمان
في 28 فبراير 2007، أقال الاتحاد العماني لكرة القدم مدير كرة القدم التشيكي ميلان ماكالا بعد فشله في الفوز بكأس الخليج العربي لأول مرة على الإطلاق في أبو ظبي بعد خسارته 1-0 في النهائيات أمام الدولة المضيفة الإمارات العربية المتحدة، وتم تعيين حمد مرة أخرى كمدير مؤقت للمنتخب الوطني.

### العودة إلى المنتخب العماني الأولمبي
في 25 مايو 2014، وُقع عقدًا لمدة عامين مع الاتحاد العماني لكرة القدم، لإدارة منتخب عمان لكرة القدم تحت 23 عامًا مرة أخرى بعد التوقف لمدة عامين، وكانت مهمته المباشرة هي إعداد الفريق لبطولة دول مجلس التعاون الخليجي تحت 23 عام 2014، التي أقيمت في الفترة من 30 أغسطس إلى 9 سبتمبر في الدوحة، قطر.